# Gruppenführer

Patki kołnierzowe SS-Gruppenführera obowiązujące do 4.04.1942

Patki kołnierzowe SS-Gruppenführera obowiązujące od 4.04.1942

Gruppenführer – stopień służbowy w niemieckich organach bezpieczeństwa, takich jak Bundeswehr, czy Feuerwehr. Historycznie także, między innymi, w Nationale Volksarmee, SS, SA, Volkssturm, Nationalsozialistisches Fliegerkorps i Nationalsozialistisches Kraftfahrkorps. 
Od 1 grudnia 1939 stopień w SS był uznawany za równorzędny stopniowi wojskowemu generała porucznika. Pełna nazwa różniła się zależnie od organizacji. W SA brzmiała „SA-Gruppenführer”, a w SS „SS-Gruppenführer”.
Stopień Gruppenführera wprowadzono 13 maja 1933. Jego oznaką były 3 liście dębu na patkach kołnierzowych. W 1942 roku wprowadzono rozporządzenie zmieniające oznaczenia stosowane na patkach kołnierzowych, po którym oznaką stopnia Gruppenführera były 3 liście dębu i jeden biały kwadrat. W SA patki kołnierzowe Gruppenführera pozostały bez zmian.
W organizacjach paramilitarnych III Rzeszy poprzedzał stopień Obergruppenführera.
Stopień SS-Gruppenführera posiadali m.in.:
- Odilo Globocnik
- Jürgen Stroop
- Heinrich Müller (zwierzchnik Gestapo)
- Heinz Reinefarth
- Erich von dem Bach-Zelewski
- Ludwig Fischer

## Gruppenführer w Volkssturmie

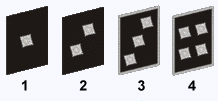
Stopnie Volksturmu,
1. Gruppenführer

W pospolitym ruszeniu (Volkssturm) stopień Gruppenführera był odpowiednikiem stopnia młodszego podoficera Wehrmachtu (Unteroffizier)